# آلبااستار

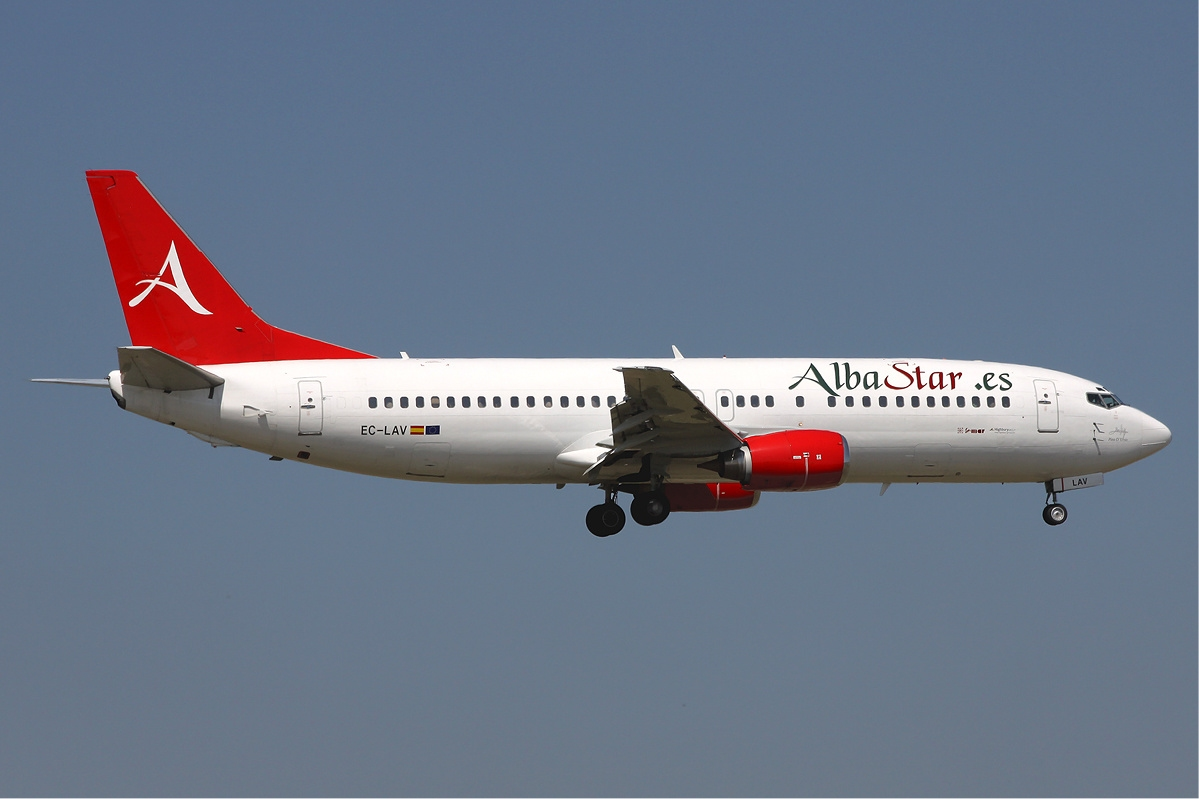
یک فروند بوئینگ ۷۳۷–۴۰۰ آلبااستار.

آلبااستار (به انگلیسی: AlbaStar) یک شرکت هواپیمایی با کد یاتا JQ است که در تاریخ ۳۰ نوامبر ۲۰۰۹ میلادی تأسیس شده و در تاریخ ۳۱ ژوئیه ۲۰۱۰ فعالیتش را آغاز کرده‌است.
دفتر مرکزی این شرکت هواپیمایی در فرودگاه پالما د مایورکا واقع شده‌است.